# NGC 5859
NGC 5859 (другие обозначения — UGC 9728, MCG 3-39-5, ZWG 106.7, KCPG 455B, IRAS15052+1946, PGC 54001) — галактика в созвездии Волопас.
Этот объект входит в число перечисленных в оригинальной редакции «Нового общего каталога».